# Wells Saddle
Wells Saddle är ett bergspass i Antarktis. Det ligger i Västantarktis. Inget land gör anspråk på området. Wells Saddle ligger 2 123 meter över havet.
Terrängen runt Wells Saddle är varierad, och sluttar norrut. Trakten är obefolkad. Det finns inga samhällen i närheten. 